# Oona Doherty
Oona Doherty, née à Londres en 1986, est une danseuse, chorégraphe et artiste irlandaise originaire de Belfast, dont le style de danse est connu pour sa force et l'expression de la colère. Elle explore notamment les codes des stéréotypes masculins des banlieues de Belfast.

## Biographie
Née à Londres, Oona Doherty arrive en Irlande à l'âge de 10 ans. Ses parents sont issus d'une classe sociale modeste. Elle fait des études de danse à la London Contemporary Dance School (en) et au conservatoire de Laban.  
Depuis les années 2010, elle est interprète dans des compagnies de danse comme Trash (Pays-Bas), Abbattoir Ferme (Belgique), Veronika Riz (Italie), Emma Martin/United Fall, Enda Walsh & Landmark Productions.   
Elle débute également une carrière d'artiste plasticienne en réalisant des collages.  
En 2014, elle apparaît dans Tundra de Emma Martin, en ouverture du festival de danse de Dublin, et dans une chorégraphie de celle-ci insérée dans la pièce Airlington d'Enda Walsh. Sa danse est qualifiée d'énergique, puisant ses références dans sa participation à la compagnie de danse d'inspiration punk Trash.
Oona Doherty devient en 2016 une artiste du programme HATCH du MAC de Belfast et du programme REVEAL de Prime Cut Productions. Elle est aussi artiste associée à la Maison de la danse de Lyon en 2017.
En 2017, elle est programmée pour la première fois aux rencontres chorégraphiques internationales de Seine-Saint-Denis avec un solo de 9 minutes intitulé Hunt & The Ascension of Lazarus. Ce solo intègre des gestes d'arts martiaux comme le coup de pied vertical, et des effets de style proches de la capoeira, le tout sur fond musical du Miserere de Gregorio Allegri. On retrouve également l'influence cinématographique de La Haine de Mathieu Kassovitz à travers la gestuelle adoptée et le fond musical. Ce solo remporte de nombreux prix. Toujours aux mêmes rencontres, elle présente sa pièce Hard To Be Soft: A Belfast Prayer, présentée ensuite à la Biennale de la danse de Lyon en 2018. 
En novembre 2018, son exposition intitulée « Death of a hunter » à l'Espace Témoin, dans le cadre du festival Les Créatives à Genève, montre une série de vidéos plongeant dans l'univers masculin et stéréotypé des banlieues de Belfast. L'artiste se produit en parallèle dans un spectacle de danse à l'ADC.
Dans ses spectacles et installations, Oona Doherty utilise l'argot masculin des banlieues pour le reproduire, le remixer et le chorégraphier. Elle parcourt les rues de Belfast à la recherche des masculinités brisées pour les retranscrire dans son art et les mimer,.   
Sa création intitulée Lady Magma, qui reprend la thématique des années 1970, est créée en avril 2019 lors de la Biennale de danse du Val-de-Marne. En 2022 elle crée sa première grande pièce de groupe et collabore avec le compositeur anglais Jamie xx  et créer Navy Blue.

## Œuvre
- Hunt & The Ascension of Lazarus[13],[14],[15]
- Hard to be soft - A Belfast Prayer[16]
- Death of a Hunter
- Lady Magma[3]
- Navy Blue

### Prix et distinctions
- 2016 : meilleure performance du Tigre Fringe Festival
- 2016/17 : nommée aux Aerowaves[15]
- 2017 : prix Total Theatre & The Place pour la danse pour Hope Hunt and the Ascension into Lazarus[17]
- 2017 : double lauréate du Concours (re)connaissance à Grenoble[3]
- 2021 : Lion d'Argent à la Biennale de Venise https://www.labiennale.org/en